# Dünzing
Dünzing ist ein Gemeindeteil der oberbayerischen Stadt Vohburg an der Donau.

## Geografie
Das Kirchdorf Dünzing liegt im Tal der Donau bei Stromkilometer 2441 orografisch links auf einer Höhe von 356 m ü. NN.

## Geschichte
Die katholische Filialkirche St. Nikolaus stammt im Kern aus dem 12./13. Jahrhundert.
Das bayerische Urkataster zeigt Dünzing in den 1810er Jahren als ein Kirchdorf mit 64 Herdstellen, der Kirche und dem Gottesacker.
1818 wurde mit dem zweiten Gemeindeedikt Dünzing mit Oberdünzing eine Gemeinde.
Im Zuge der Gebietsreform in Bayern wurde der Ort am 1. Juli 1972 in die Stadt Vohburg an der Donau eingegliedert.

## Baudenkmäler
Siehe: Liste der Baudenkmäler in Dünzing

## Bodendenkmäler
Siehe: Liste der Bodendenkmäler in Vohburg an der Donau